# Ciclu economic
Ciclul de afaceri, cunoscut și ca ciclul economic sau ciclul comercial, este mișcarea descendentă și ascendentă a produsului intern brut (PIB) în jurul tendinței sale de creștere pe termen lung.

Ciclul economic este perioada cuprinsă între alternanța succesivă a fazelor de diminuare și de creștere a activității economice.

Activitățile economice nu evoluează uniform, lunar, ci cunosc anumite fluctuații.
Fluctuațiile activității economice sunt:
- sezoniere: datorate unor cauze naturale, previzibile (ex. în agricultură)
- accidentale: datorate unor factori aleatorii (ex. cataclisme, inundații, cutremure, razboaie)
- ciclice: datorate unor factori interni proprii activității economice și care se repetă la anumite intervale de timp fară a putea fi încadrate într-o periodicitate strictă.